# 乔·邦德月溪
乔·邦德月溪（Rima G. Bond）是位于月球正面乔·邦德陨石坑西面熔岩覆盖的月表上一条醒目沟纹，该月溪起始于卫星坑霍尔 J西南，沿霍尔 C东南侧和霍尔陨石坑的西侧一路朝西南偏南方延伸，然后折向东南偏南，穿入进梦湖南面的隆起高地区，消失在卫星坑乔·邦德 A的西南，绵延近150公里，其中心月面坐标为33°20′N 35°30′E / 33.33°N 35.5°E。

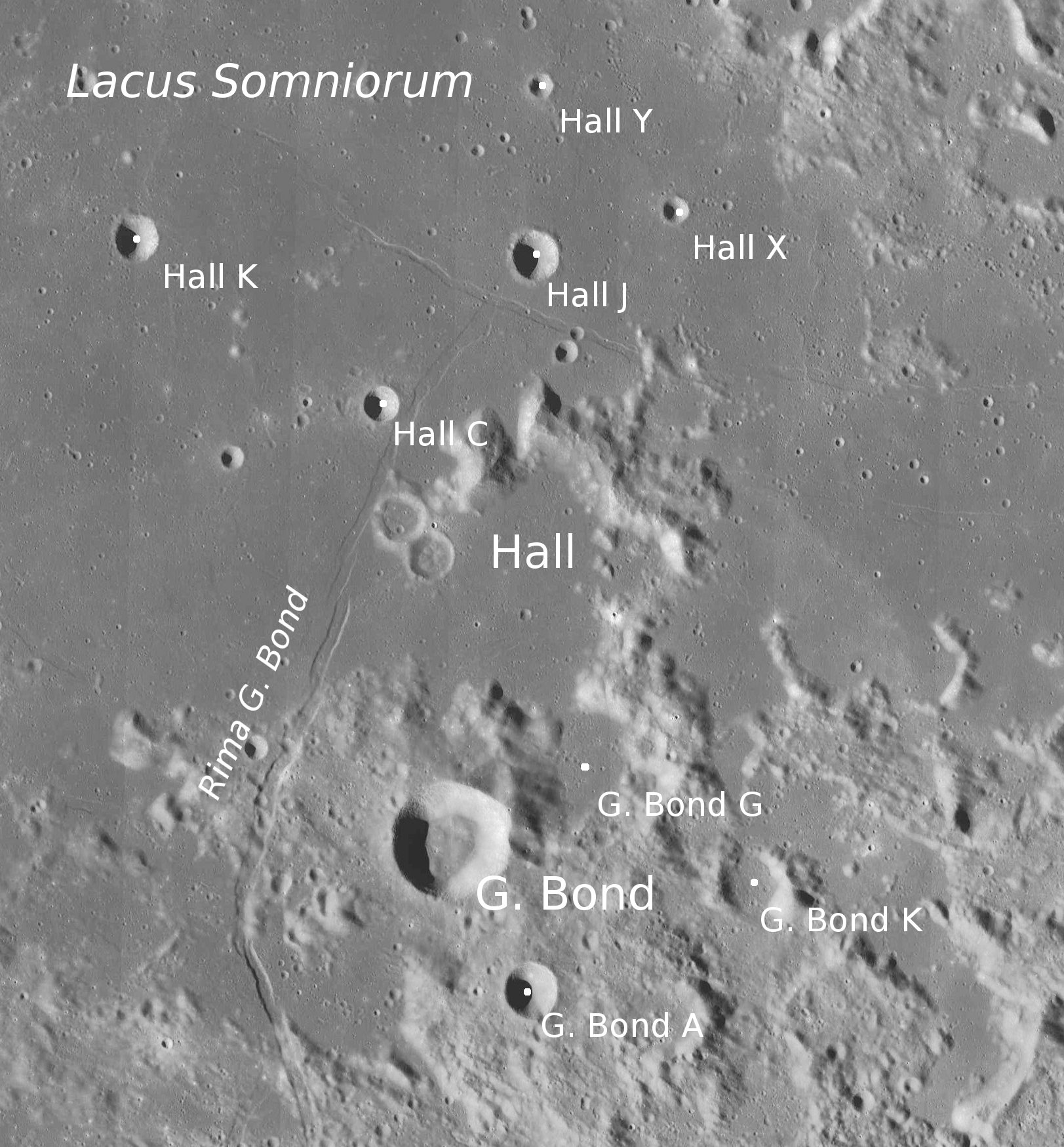
乔·邦德月溪月溪的周边，月球勘测轨道飞行器拍摄。

## 另请参阅
- 鲁克尔, 安东宁. . 布拉格: 阿文蒂诺. 1991. ISBN 80-85277-10-7.

## 相关文章
- 月球表面特征列表